# Buick

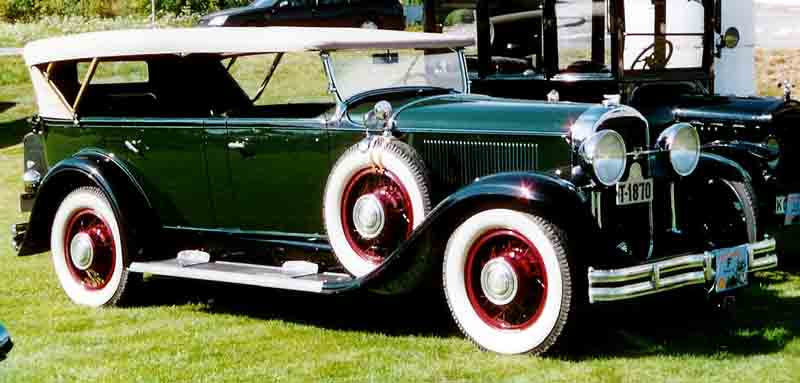
Buick Phaeton

Buick je americká automobilka, která je součástí koncernu General Motors. K červnu 2020 se automobily Buick prodávaly v USA, Kanadě, Mexiku a Číně.

## Historie

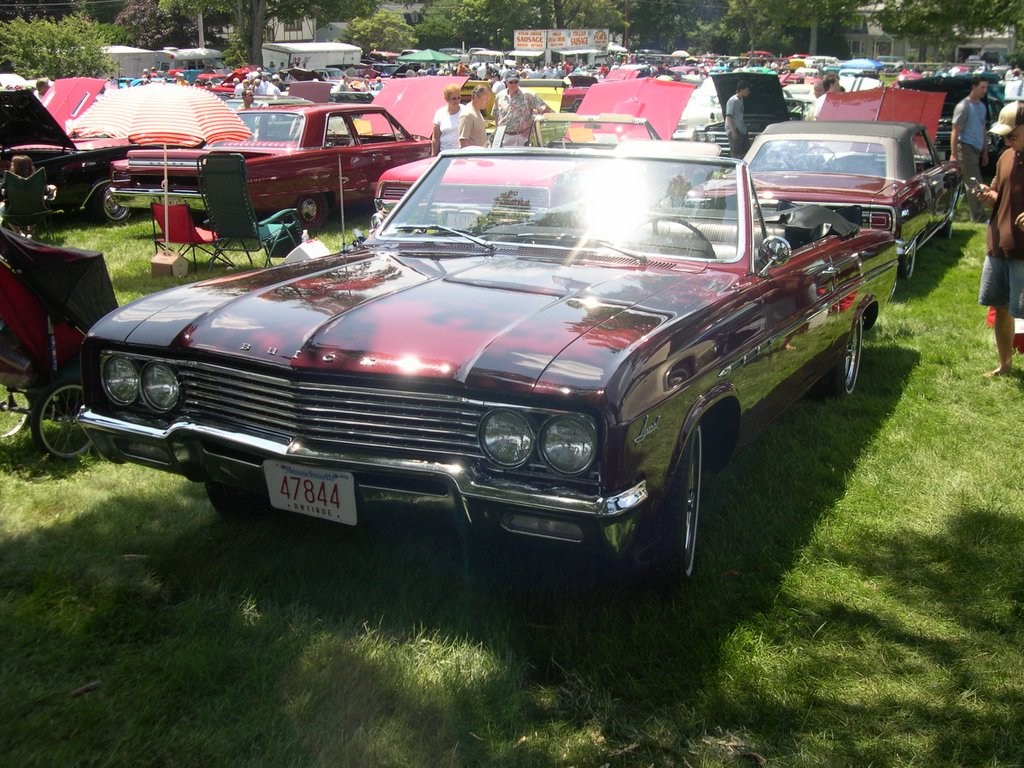
Buick Special, 1965

### Počátek 20. století
Zakladatelem značky byl David Dunbar Buick, původním povoláním instalatér a vynálezce spojení keramiky s kovem. Za tento patent obdržel sto tisíc dolarů, které vzápětí investoval do založení společnosti Buick Auto Vim and Power Company, v roce 1903 přejmenované na Buick Motor Company. Původní sídlo firmy bylo v Detroitu, záhy se Buick přestěhoval do Flintu v Michiganu. Výsledkem jeho konstruktérského snažení je patentovaný rozvod OHV, u nějž automobilka vytrvala po celou dobu své americké existence.
O rok později se majitelem firmy stal podnikatel James Whiting, poté firmu finančně převzal William Crapo Durant a z malé společnosti vybudoval v první polovině 20. století jednu z největších amerických automobilek a zároveň položil základ koncernu General Motors.

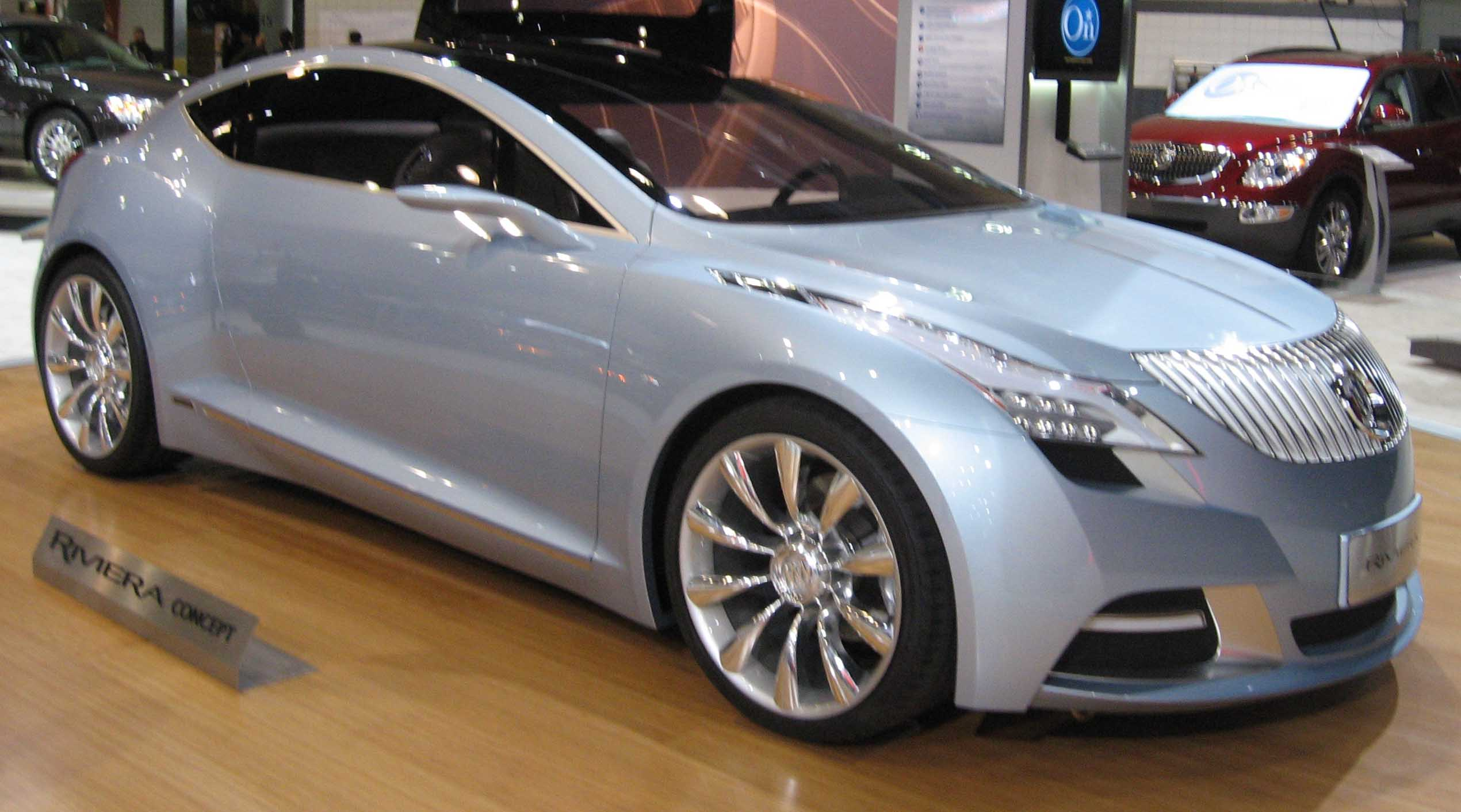
Buick Riviera (koncept), 2008

### Poválečné období
Po válce byl prodej vozů obnoven faceliftovaným předválečným modelem z roku 1942. Prodej vozů rostl až do roku 1955, kdy se Buick dostal na třetí příčku amerického trhu. Ve stejném roce dne 5. dubna byl vyroben 8 miliontý vůz pod značkou Buick, který byl současně 3,5 miliontým poválečným vozem.
V roce 1953 se objevil nový motor V8 který nahradil původní řadový osmiválec. V roce 1961 se představil Buick Special. Celohliníkový vidlicový osmiválec byl na americké poměry výrobně dosti nákladný, a tak se automobilka po třech letech vrátila k litině. Uplatnění motor nalezl v letech 1967 až 2004 v celé řadě britských vozů (Rover aj.). Z tohoto motoru byl v roce 1962 odvozen první americký vidlicový šestiválec, který patřil k produkčně nejúspěšnějším motorům americké historie.
V 60. letech 20. století se v USA zvyšovala poptávka po sportovních vozech. Buick na trend odpověděl úspěšným modelem Riviera kategorie Personal Luxury Car. Tato řada se vyráběla od roku 1963 až do roku 1999.

## Současné modely
- Encore
- Regal
- Envision
- Enclave